# Pierre Ryckmans
Pierre Ryckmans, noto anche con lo pseudonimo di Simon Leys (Bruxelles, 28 settembre 1935 – Canberra, 11 agosto 2014), è stato uno scrittore, saggista e critico letterario belga, noto esperto internazionale di sinologia, occasionalmente anche traduttore dalla lingua cinese. Gran parte della sua opera tratta la grande rivoluzione culturale del 1966. Le sue traduzioni più note in francese sono quella dei Dialoghi di Confucio e quelle delle opere dello scrittore Shi Tao, che ha fatto conoscere in Europa.

## Biografia
Dopo aver inizialmente studiato a Lovanio, in patria, approfondì le proprie conoscenze della cultura e della letteratura cinese prima a Taiwan e poi a Hong Kong. Nel 1970 si trasferì in Australia e lì insegnò per alcuni anni letteratura cinese presso la prestigiosa Università Nazionale Australiana. In quegli anni fu il supervisore della tesi di laurea del futuro Primo Ministro Kevin Rudd.
Insegnò, poi, anche a Sydney, precisamente dal 1987 al 1993. Nello stesso tempo scrisse saggi e alcuni romanzi, tra i quali si ricordano: Les habits neufs du président Mao nel 1971 e il romanzo La morte di Napoleone, dal quale Alan Taylor ha tratto un film nel 2001 intitolato I vestiti nuovi dell'imperatore.

## Premi e riconoscimenti
- Independent Foreign Fiction Prize: 1992
- Premio Renaudot: 2001 vincitore nella sezione "saggistica"
- Premio mondiale Cino Del Duca: 2005

## Opere
L'umore, l'onore, l'orrore - Saggi sulla Cina, Editrice Irradiazioni Roma, I ed. Giugno 2004